# 坊つちやん (テレビドラマ)
『坊つちやん』（ぼっちゃん）は、夏目漱石の中編小説『坊つちやん』を原作としたテレビドラマ化作品。

## 1954年版
日本テレビ制作。1954年7月1日の12:45 - 13:00（JST）に放送。
キャスト
- 細川隆一
- 帝劇テレビ座

スタッフ
- 演出：中村昭二

## 1957年版
日本テレビ制作。1957年12月3日から同年12月31日まで『山一名作劇場』で放送。
キャスト
- 坊っちゃん：宍戸錠
- 赤シャツ：十朱久雄
- 野だいこ：西川敬三郎
- うらなり：春日俊二
- その他：村瀬幸子、浜田寅彦

## 1960年版
NET（現テレビ朝日）製作。1960年4月7日に『文芸劇場』（木曜20:00 - 21:00）で放送。
キャスト
- 坊っちゃん：高島忠夫
- マドンナ：安西郷子
- 山嵐：田島義文
- 赤シャツ：十朱久雄
- 野だいこ：谷晃
- うらなり：瀬良明
- 狸：中村是好

スタッフ
- 脚色：梅田晴夫
- 制作：東宝、NET

## 1962年版
NHK総合テレビ制作。『こども名作座』で放送。初のNHK放送にして、唯一の児童向け作品である。なお同ドラマ枠は通常は日曜10:00 - 10:30（JST）であるが、この日は10:00に「皇居参賀」が編成されたため、10:20 - 11:00（JST）に繰り下げ拡大して放送された。

## 1965年版
フジテレビ製作。1965年2月15日から同年3月22日まで月曜20:00 - 20:56（JST）で放送。全6回。
キャスト
- 坊っちゃん：六代目市川染五郎（現：二代目松本白鸚）
- マドンナ：喜浦節子
- 山嵐：加藤武
- 赤シャツ：北村和夫
- 野だいこ：三木のり平
- 狸：三島雅夫

スタッフ
- 脚本：山中恒
- 演出：大野木直之
- 音楽：渡辺岳夫
- 制作：東宝、フジテレビ

## 1966年版
NHK製作。1966年1月1日放送。放送時間は土曜20:00 - 21:30（JST）。
キャスト
- 小川大助：津川雅彦
- マドンナ：入江若葉
- 山嵐：ハナ肇
- 赤シャツ：佐藤慶
- 野だいこ：谷啓
- うらなり：石橋エータロー
- その他：益田喜頓、横山道代、浦辺粂子、なべおさみ

スタッフ
- 脚本：池田一朗
- 演出：松井恒男
- 音楽：宇野誠一郎

## 1968年版
毎日放送製作。1968年8月6日に『テレビ文学座 -名作に見る日本人-』（火曜22:00 - 23:00）内の一本として放送。
キャスト
- 坊っちゃん：石田太郎
- マドンナ：三井美奈
- 山嵐：名古屋章
- 赤シャツ：仲谷昇
- 野だいこ：藤岡琢也
- うらなり：西本裕行
- 狸：高木均

スタッフ
- 脚本：茂木草介
- 演出：池田義朗
- 制作：現代演劇協会、毎日放送

## 1970年NET版
NET製作。『ザ・ドリフターズの坊っちゃん』のタイトルで放送された。1970年1月1日の20:00 - 20:56（JST）で放送。
キャスト
- 坊っちゃん：加藤茶
- マドンナ：松原智恵子
- 山嵐：荒井注
- 赤シャツ：いかりや長介
- 野だいこ：仲本工事
- うらなり：高木ブー

## 1970年日本テレビ版
日本テレビ製作。1970年10月26日から同年11月30日まで『ファミリー劇場』で放送。全6回。映画版を何本か製作した松竹が手掛け、主演は同時期に同局で放送された松竹作品『姿三四郎』にも主演した竹脇無我、そして1966年版（坂本九主演版）で赤シャツを演じた牟田悌三が野だいこを演じている。なお本作で赤シャツを演じた米倉斉加年は、1975年公開の映画（中村雅俊主演版）でも赤シャツを演じている。また野島昭生や安原義人といった声優も顔出し出演しているが、安原は1986年に同局で放送されたテレビアニメ『青春アニメ全集』でも坊っちゃんを演じている。
数ある同名原作の映像化の中でも最も人気が高く当時大ヒットしたものの、長年にわたりソフト化されていなかったが、2023年5月26日にDVDが発売された。
キャスト
- 坊っちゃん：竹脇無我
- マドンナ：山本陽子
- 山嵐：田村高廣
- 赤シャツ：米倉斉加年
- 野だいこ：牟田悌三
- うらなり：小松政夫
- 狸：松村達雄
- その他：財津一郎、木田三千雄、佐々木すみ江、江戸家小猫（現：四代目猫八）、野島昭生、安原義人

スタッフ
- 企画：白石吉之助、安田暉
- 制作担当：鈴木恒男
- 制作主任：徳重里司
- 進行：斉藤稔
- 脚本：須崎勝弥、宮崎晃
- 監督：貞永方久
- 助監督：岩城其美夫
- 記録：増田千枝子
- 撮影技術：加藤正幸
- 録音：長沢真一
- 照明：本橋昭一
- 編集：森弥成
- 美術：出川三男
- 音楽：渡辺岳夫
- プロデューサー：山田傳三郎、銀谷精一
- 制作協力：南海放送
- 制作：松竹、日本テレビ

## 1975年版
NHK製作。

## 1987年版
フジテレビ製作。羽里昌の『その後の坊っちゃん』を原作。
キャスト
- 坊っちゃん：渡辺徹
- その他：伊藤麻衣子、下川辰平、庄司永建、小野ヤスシ、及川ヒロオ、八木昌子、奥田圭子（奥田佳子）、藤井一子、小沢なつき、石丸謙二郎、佐渡稔、嶋英二、幸内康雄、花井直孝、工藤静香、利根川龍二、向井薫

## 1994年版
NHK製作。正月ドラマ『坊っちゃん -人生損ばかりのあなたに捧ぐ-』としてNHK総合で放送された。1994年1月1日の21:00 - 23:00（JST）で放送。
キャスト
- 坊っちゃん：本木雅弘
- マドンナ：千堂あきほ
- 清：加藤治子
- 山嵐：所ジョージ
- 赤シャツ：江守徹
- 野だいこ：渡辺いっけい
- うらなり：宮川一朗太
- 狸：フランキー堺
- ぎん：由紀さおり
- 森田：中条静夫
- モナリザ：高岡早紀
- 寿美賀：入江若葉
- 新田：森田順平

スタッフ
- 脚本：内館牧子
- 演出：大原誠
- 音楽：堀井勝美
- 監修：半藤一利
- ロケ協力：松山市、内子町、宇和町、博物館明治村
- フロアディレクター：遠藤理史
- 効果：大和定次
- 技斗：林邦史朗
- 制作統括：金澤宏次

## 1996年版
TBS製作。『坊っちゃんちゃん』のタイトルにて1996年3月31日の21:00 - 22:54（JST）に放送された。かつて同局の『ムー』と『ムー一族』で共演した、郷ひろみと樹木希林の久々の共演である。
キャスト
- 坊っちゃん：郷ひろみ
- マドンナ：清水美砂
- 清・クロ（二役）：樹木希林
- いか銀：名古屋章
- 山嵐：金田明夫
- 赤シャツ：井上順
- 野だいこ：嶋大輔
- うらなり：平田満
- 狸：ケーシー高峰
- 坊っちゃんの教え子：仲間由紀恵
- 新幹線の客：青野敏行

スタッフ
- 演出：久世光彦
- 脚本：山元清多
- 音楽：大野克夫
- プロデューサー：三浦寛二、池端俊二、塩川和則
- プロダクション協力：東通、アックス、緑山スタジオ・シティ
- 製作：TBS、KANOX

## 2016年フジテレビ版
フジテレビ製作。2016年1月3日21時-23時30分放送。『新春ドラマスペシャル』の第14弾。「夏目漱石没後100年」を記念しての作品で、歴代では初の地上デジタル放送。主演は二宮和也。
同日には、16:15 - 18:00に『コレカツ嵐』、18:00 - 21:00に『VS嵐』正月3時間SPを放送、本作と合わせて3本の嵐の番組が編成された。
2016年1月3日に放送された本作の視聴率は10.4%だった（ビデオリサーチ調べ、関東地区）。
なお2017年1月2日には、翌1月3日放送の『新春ドラマSP』次作『君に捧げるエンブレム』（嵐の櫻井翔が主演）、および16:15からの『嵐ツボ』、18:00からの『VS嵐』正月3時間SPの宣伝を兼ねて、13:00 - 15:30で再放送、番組の最後には『君に捧げる～』の予告が放送された。
キャスト
- 坊っちゃん：二宮和也

物理学校を卒業したての新任教師。嘘や不正など曲がった事が大嫌いな性格で周囲と衝突することも多いが、やがて自身の考えが周囲に良い影響を与えることになる。
- マドンナ：松下奈緒[9]

遠山家の令嬢で、うらなりの婚約者。中盤までは原作通りだが、坊ちゃんに心の迷いと赤シャツに利用されていることを指摘され、うらなりと共に延岡へ越す。
- 山嵐：古田新太

数学の主任教諭。苗字は堀田。
正義感が強く威厳があり、終盤で赤シャツを懲らしめるために坊ちゃんと協力する。
原作では途中から坊ちゃんは彼と対等な口調で話していたが、今作では和解して以降は敬語を使っている。
- 赤シャツ：及川光博

教頭。中盤までは原作通りだが、坊ちゃんに懲らしめられる場面が芸者と密会後から彼の辞職時となっている。
- 野だいこ：八嶋智人

赤シャツの腰巾着である美術教諭。苗字は吉川。
中盤までは原作通りだが、坊ちゃんの影響を受けて変わっていく周囲を目の当たりにして自分に疑問を抱く。エピローグでは赤シャツとは対照的に坊ちゃんを認める。
- うらなり：山本耕史

英語教諭。苗字は古賀。
良くも悪くもお人好しで義理堅い性格。いか銀を去ることになった坊ちゃんに新たな下宿先を紹介するなど、山嵐と共に坊ちゃんの理解者となる。
終盤に延岡にある学校へ転任となるまでは原作通りだが、坊ちゃんからの叱咤激励もあってマドンナとの復縁を果たし、共に任地へ赴く結末に変更された。
- 狸：岸部一徳
- 清：宮本信子
- 物理学校校長：佐藤浩市
- マドンナの父：小林薫
- マドンナの母：浅野ゆう子
- 夏目漱石：又吉直樹

スタッフ
- 脚本：橋部敦子
- プロデュース：長部聡介、小原一隆
- 演出：鈴木雅之
- 制作：フジテレビドラマ制作センター

## 2016年NHK BSプレミアム版
『“くたばれ”坊っちゃん』のタイトルで、NHK松山放送局の愛媛発地域ドラマとしてNHK BSプレミアムにて2016年6月22日に放送。
『坊っちゃん』に登場する人物たちの孫が登場する現代劇である。
キャスト
- 矢崎純平：勝地涼
- 老人：山﨑努
- 高砂ゆかり：瀧本美織
- 轟宗太：遠藤要 [11]
- 野だいこ：左とん平
- 黒岩和巳：大川裕明
- 赤シャツ：西尾塁
- 坊っちゃん（青年期）：弥尋

スタッフ
- 作・脚本：武藤将吾
- 制作統括：西田淳
- 演出：宇佐川隆史